# موتور محمود شيراني
موتور محمود شيراني (بالإنجليزية: Mowtowr-e Mahmud Shirani)‏ هي منطقة سكنية تقع في سيستان وبلوتشستان في إيران. يقدر عدد سكانها بـ 38 نسمة .